# Naissaar
 (mai 2012).
Si vous disposez d'ouvrages ou d'articles de référence ou si vous connaissez des sites web de qualité traitant du thème abordé ici, merci de compléter l'article en donnant les références utiles à sa vérifiabilité et en les liant à la section « Notes et références ».
Naissaar (Nargö en suédois, Nargen en allemand) est une île d’Estonie située dans le golfe de Finlande, au large de Tallinn. Sa superficie est de 18,6 km2, 9 km dans la plus grande longueur et 4 km de large au plus. L’altitude du point culminant de 27 mètres (colline de Kunilamägi). Elle fait partie administrativement de la commune de Viimsi et de la région d'Harju.

## Histoire

### L'île des femmes
Naissaar est mentionnée pour la première fois en 1075 dans les chroniques d'Adam de Brême. Ce document important de l'histoire médiévale du nord de l'Europe décrit une île mystique habitée par des femmes d'une beauté incroyable, qu'il baptisa Terra Ferminarum (le pays des femmes en latin). La plupart des historiens pensent que l'île à laquelle il faisait référence était celle de Naissaar.
Des pièces de monnaie arabes des VIIIe et Xe siècles ont été retrouvées sur l'île.
L'île est habitée durablement à partir du XVe siècle par des pêcheurs suédophones. Les Suédois y construisent un fortin pendant la Grande Guerre du Nord, puis l'île appartient au XVIIIe siècle à l'Empire russe.
Un phare est édifié sur la pointe nord de l'île en 1788. Le phare actuel date de 1960, à l'époque de la république socialiste soviétique d'Estonie, et mesure 47 mètres de haut.
Au milieu du XIXe siècle, près de deux cents colons vivaient sur l'île, qui était alors divisée en 34 fermes. En 1858, une petite église fut construite, rattachée à la paroisse suédoise Saint-Michel de Tallinn, et en 1874, une école fut ouverte.
En 1897, des plans furent élaborés pour construire de grands chalets d'été sur Naissaar, car l'île devenait populaire comme lieu de vacances. En 1898, 19 parcelles furent désignées, où furent construits de luxueux cottages. Une jetée a également été construite à côté des chalets (au nord du port principal actuel).

### La République soviétique de Naissaar
Les bâtiments militaires de l'île, que l'on peut encore admirer aujourd'hui, furent construits par l'Empire tsariste à la veille de la Première Guerre mondiale. En 1907, les plans de défense furent confirmés et les premiers constructeurs arrivèrent en 1913. En 1914, les plans de militarisation complète de l'île furent acceptés, ce qui impliqua l'évacuation des habitants. À cette époque, un port fut construit sur la côte sud et, au nord, une voie ferrée à voie étroite fut construite. Elle mesurait près de 38 kilomètres de long (et constitue à ce jour la seule voie ferrée à voie étroite en service en Estonie). Le système de fortifications fut également renforcé, avec des bunkers et d'autres installations défensives. En juillet 1914, le tsar Nicolas II se rendit personnellement sur l'île pour poser la première pierre d'un grand port militaire.
À l'automne 1917, environ 890 marins et ouvriers russes vivaient sur l'île, qui ne restaient naturellement pas à l'écart des humeurs révolutionnaires qui bouillonnaient sur le continent. C'est ainsi que fut créé le Conseil local des députés ouvriers et soldats de Naissaar. Une série d’assemblées générales houleuses a suivi.
Peu après le déclenchement de la Révolution d'Octobre, le 17 décembre 1917, l'équipage du navire de guerre Petropavlovsk (plus tard rebaptisé Marat en l'honneur du révolutionnaire) et les bâtisseurs de la forteresse prirent le pouvoir sur l'île. Ils annoncèrent la création d'une république socialiste indépendante. Ce nouveau pays fut baptisé République soviétique des marins et des bâtisseurs de forteresses de l'île de Naissaar, ou plus simplement, République soviétique de Naissaar (ou Nargen dans certaines versions). Un anarcho-syndicaliste d'origine ukrainienne, Stepan Maksimovich Petrichenko, devint le chef du Conseil des commissaires du peuple. Au sein du Conseil, il y avait un commissaire aux finances, un commissaire à la santé publique, puis un commissaire à l'éducation. Le Conseil aurait déclaré : « Conformément à la loi, Naissaar est désormais une république (soviétique) indépendante. »,.
Le Conseil entreprit rapidement d'élaborer une constitution. Il choisit le village de Lõunaküla comme capitale et « L'Internationale » devint l'hymne national. La bannière noire et rouge des anarcho-syndicalistes devint le drapeau de la nouvelle république. La république soviétique reconnut de facto la Commune des travailleurs d'Estonie, qui luttait alors pour son indépendance, mais le Conseil traita les bolcheviks et les Allemands comme des ennemis de l'île.
Il devint bientôt évident que les cinq Commissariats du Peuple n'étaient pas suffisants pour gouverner l'île, et un Commissaire à l'Éducation fut donc mis en place. Notons que ce dernier était charpentier de profession, le commissaire financier travaillait auparavant également comme charpentier, et le commissaire du travail comme chauffeur.
Le commissaire aux finances a annoncé son projet de créer son propre système monétaire pour l'île avec de nouvelles unités monétaires - malheureusement, le nom des billets est inconnu.
Cependant, la république rouge et noire ne dura pas longtemps : le nouveau gouvernement estonien fait appel à l'armée allemande pour chasser les marins baltes bolchéviques, le 24 février 1918. Une partie de la garnison de l'île fut envoyée à Tallinn pour affronter les forces impériales allemandes.
L'affrontement n'eut pas lieu car le 23 février commença une évacuation rapide de Tallinn et le 25 février, les Allemands occupèrent la capitale estonienne. Le jour et la nuit suivants, les fortifications maritimes de Naissaar furent détruites.

### Période estonienne et soviétique
L'armée russe en retraite fit exploser les bunkers, l'église et d'autres bâtiments. En 1920, l'île fut officiellement rattachée à la jeune Estonie (à Tartu, en février 1920, l'Estonie signa un traité de paix avec la République socialiste fédérative soviétique de Russie). La paix permit aux anciens habitants de revenir sur l'île et favorisa son développement – en 1934, le nombre d'habitants passa à 450.
À l'époque de la république socialiste soviétique d'Estonie, les autorités y installent la plus grande usine de mines de la Baltique et donc l'île est zone militaire interdite, jusqu'en 1991, année de la chute de l'URSS.
L'île est depuis 1995 un espace naturel protégé et les anciens petits villages suédois sont peu à peu restaurés.

## Personnalités
- Bernhard Schmidt (1879-1935), astronome

## Galerie

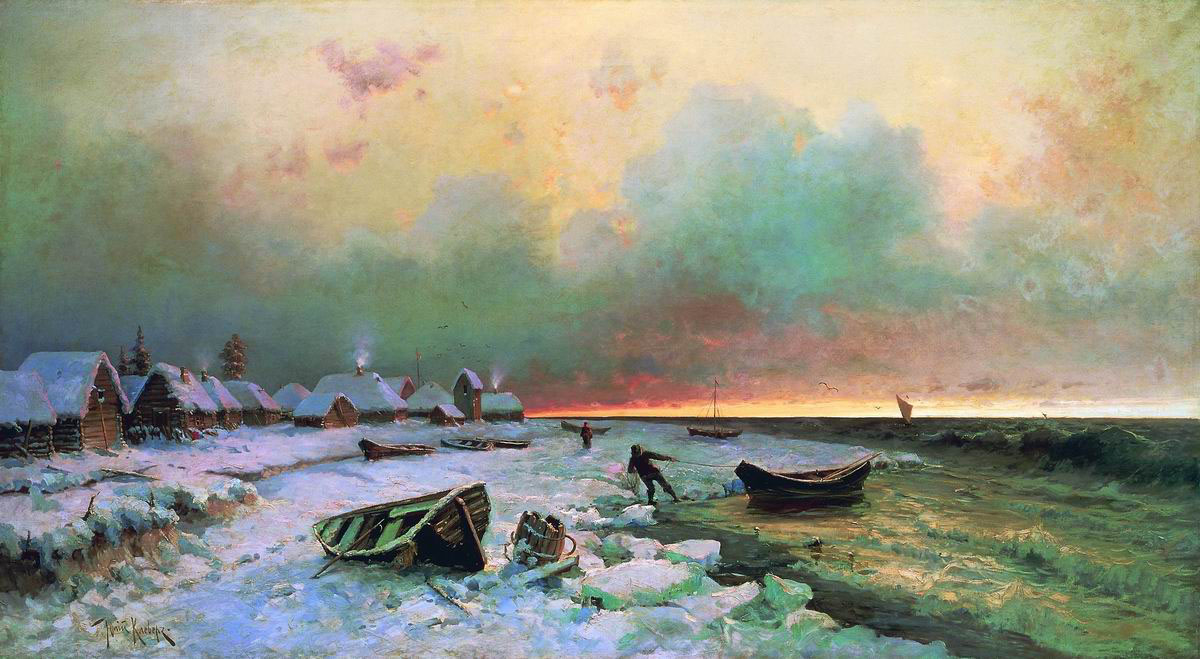
Julius von Klever, Village sur l'lle de Nargen. 1881. Musée russe.
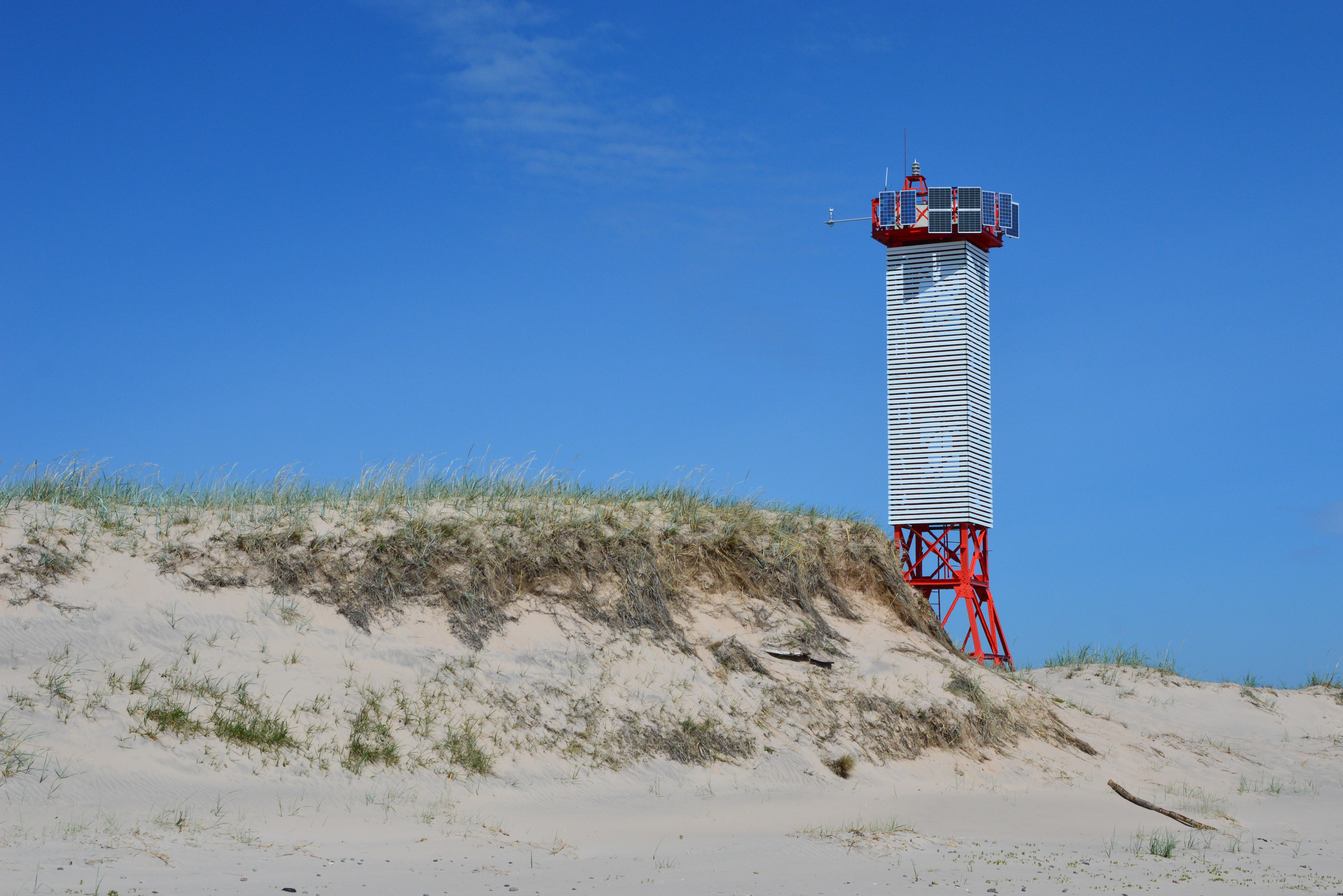
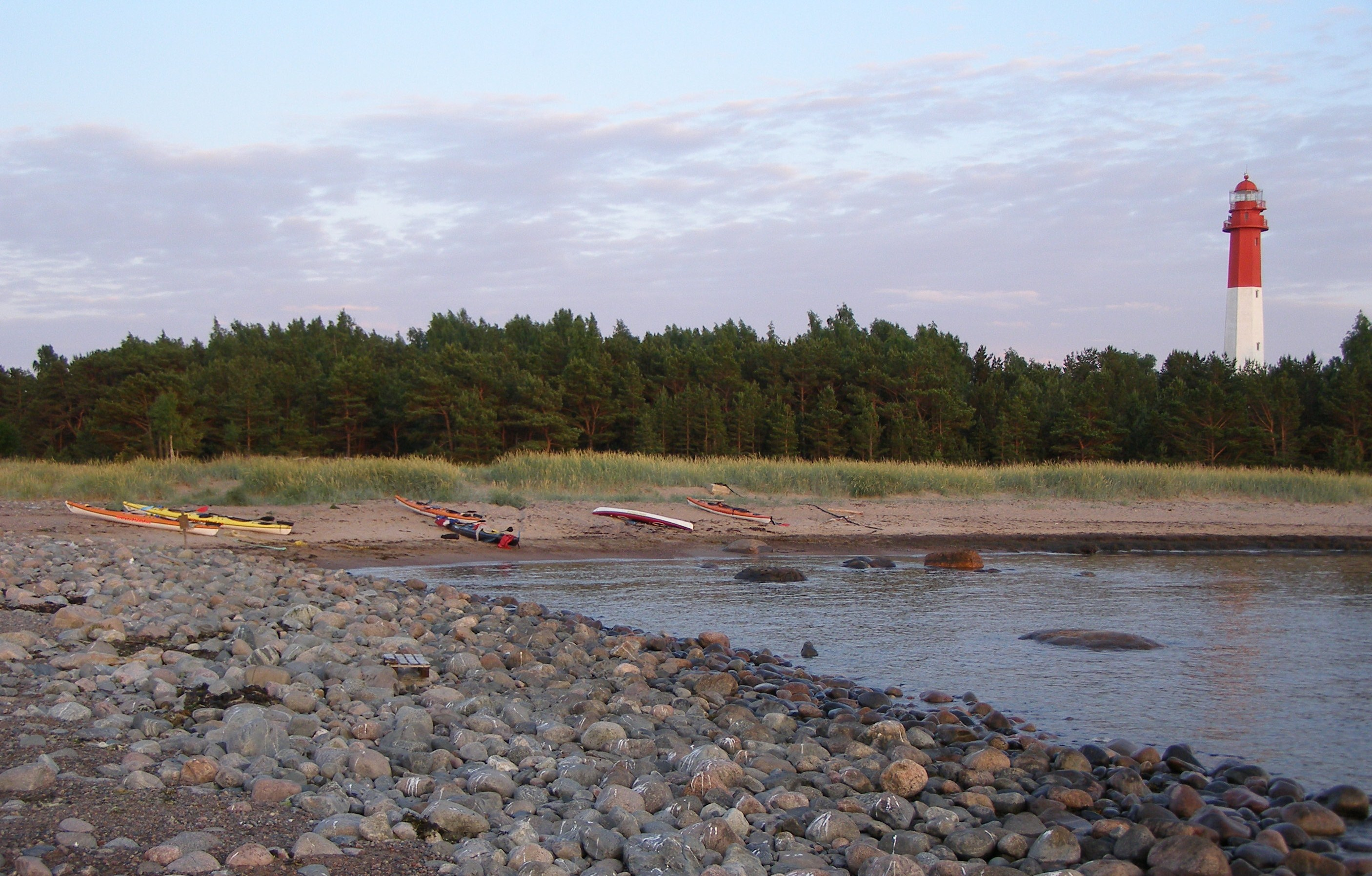
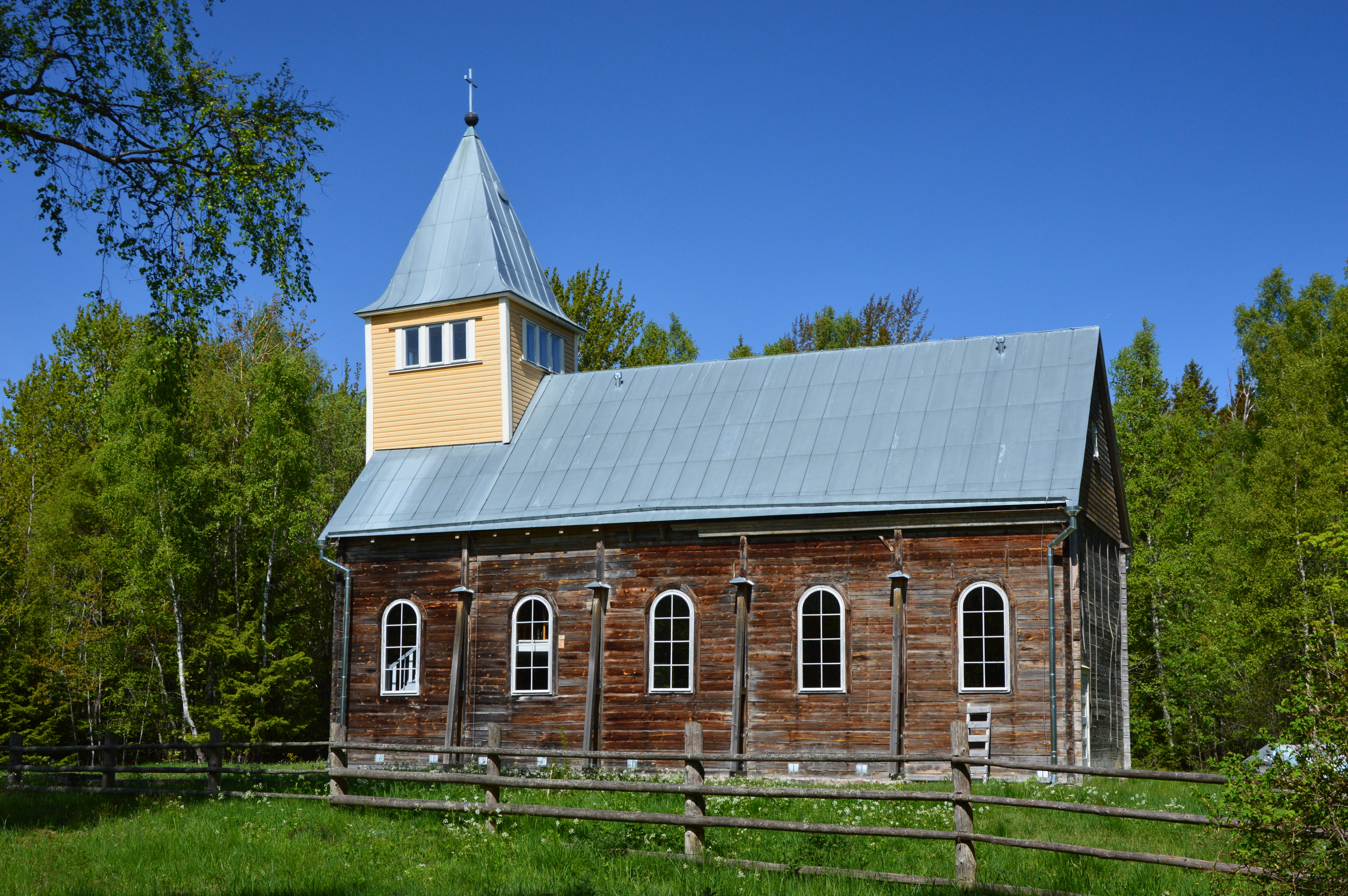
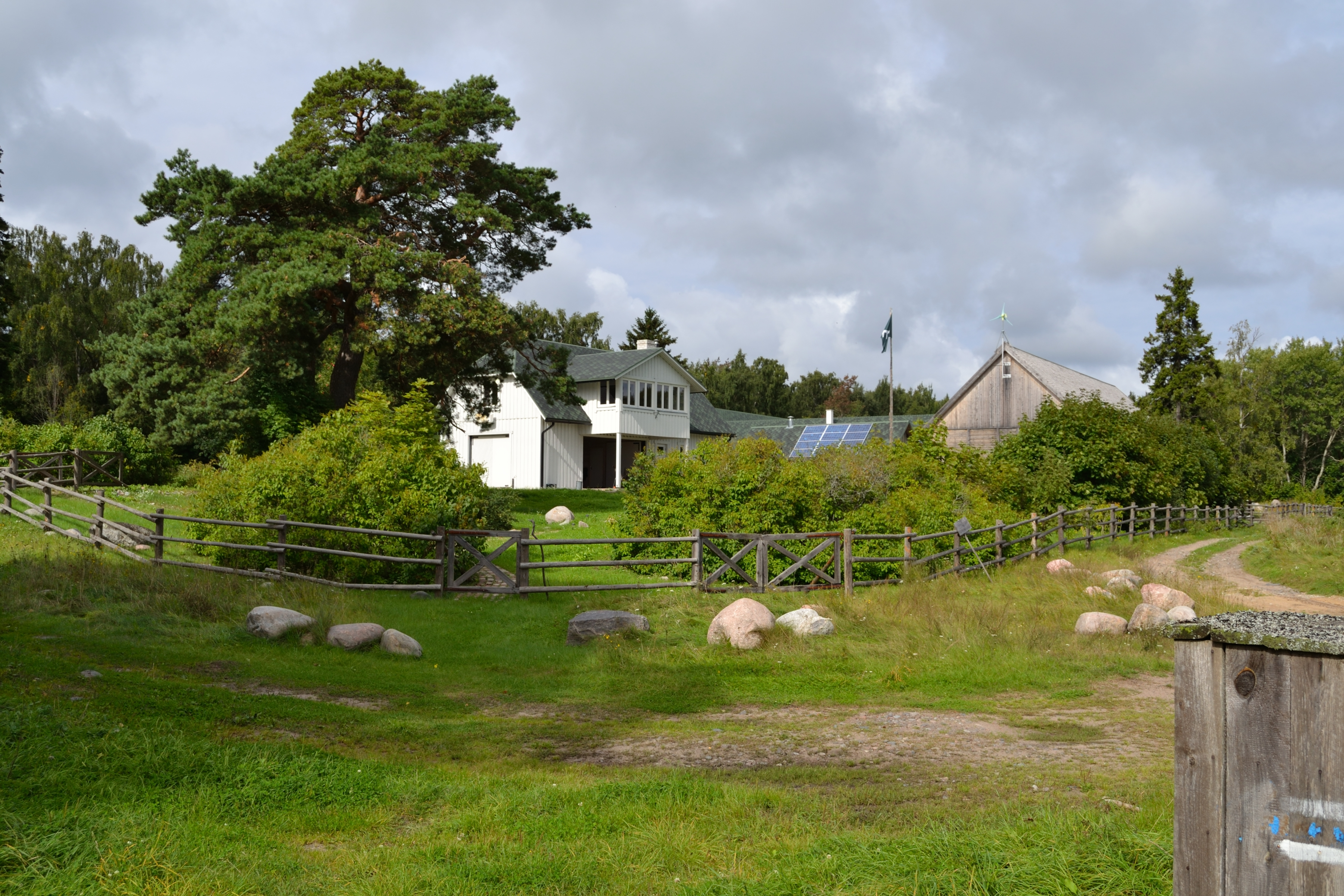